# Stine Skogrand
Stine Ruscetta Skogrand (ur. 3 marca 1993 w Bergen) – norweska piłkarka ręczna, reprezentantka kraju, grająca na pozycji prawoskrzydłowej. W drużynie narodowej zadebiutowała 20 kwietnia 2013 w meczu przeciwko reprezentacji Korei Południowej. Obecnie występuje w Duńskiej drużynie Silkeborg-Voel KFUM.

## Sukcesy reprezentacyjne
- Mistrzostwa Świata:
  -  2015
  -  2017
- Mistrzostwa Europy:
  -  2016, 2020